# ويليام ثيودور مور جونيور
ويليام ثيودور مور جونيور (بالإنجليزية: William Theodore Moore Jr.)‏ هو محامي وقاضي أمريكي، ولد في 1940 في بينبردج في الولايات المتحدة.